# Agnese Visconti
Agnese Visconti (ur. w 1363 w Mediolanie, zm. w 1391 w Mantui) – szlachcianka włoska, córka współrządcy Mediolanu Bernabò Viscontiego i Beatrice Reginy della Scala, żona Franciszka I Gonzagi, pana Mantui.

Herb rodziny Viscontich

W 1375 ojciec obiecał Ludwikowi, panu Mantui, że da ją za żonę jego synowi Franciszkowi. Posag miało stanowić 50 000 skudów w złocie oraz miasta: Parma, Cremona, Brescia i Bergamo. W 1380 małżeństwo zostało zawarte. Bernabò i Beatrice podarowali córce z okazji ślubu Libro delle Istorie del Mondo, dzieło Giovanniego di Benedetto da Como.
Agnese urodziła jedną córkę Aldę (? - 1405), która została żoną Francesco Novello di Carrara, pana Padwy.
Gdy Gian Galeazzo Visconti przejął w Mediolanie pełnię władzy w wyniku zamachu stanu przeciwko Bernabò, którego uwięził, osądził, a następnie prawdopodobnie kazał otruć, Agnese nie taiła swej wrogości do kuzyna, którego uznała za uzurpatora. Ponadto przyjmowała i dawała schronienie w Mantui przeciwnikom nowego władcy, zbiegłym z Mediolanu.
Została oskarżona przez męża o cudzołóstwo i skazana na śmierć, a następnie ścięta wraz z rzekomym kochankiem, Antonio da Scandino. Być może, że za oskarżeniem stały motywy polityczne. Została pochowana wraz z domniemanym kochankiem na dzisiejszym Piazza Pallone. Legenda głosi, że jej duch snuje się po zamku w Mantui. Na Piazza Sordello, na dziedzińcu zamku książęcego, znajduje się tablica upamiętniająca jej śmierć.